# 고우라촌 (오카야마현)
고우라촌(甲浦村)은 오카야마현 고지마군에 존재했던 촌이다. 1952년 4월 1일에 오카야마시에 편입되었다. 현재의 오카야마시에 해당한다.

## 역사
- 1889년 6월 1일 - 정촌제 시행에 의해 고지마군 고우라촌이 발족하였다.
- 1952년 4월 1일 - 오카야마시에 편입, 동일 고우라촌은 폐지되었다.

## 오부링크
- 甲浦学区連合町内会